# Marion Josserand
Marion Josserand (ur. 6 października 1986 w Saint-Martin-d’Hères) – francuska narciarka, specjalistka narciarstwa dowolnego. Zdobyła brązowy medal w skicrossie na igrzyskach olimpijskich w Vancouver. Najlepszy wynik na mistrzostwach świata osiągnęła podczas mistrzostw w Madonna di Campiglio, gdzie zajęła 6. miejsce w skicrossie. Najlepsze wyniki w Pucharze Świata osiągnęła w sezonie 2008/2009, kiedy to zajęła 22. miejsce w klasyfikacji generalnej, a w klasyfikacji skicrossu była szósta.
Wcześniej uprawiała narciarstwo alpejskie, jednak startowała głównie w zawodach niższej rangi.

## Osiągnięcia

### Igrzyska olimpijskie
| Miejsce | Dzień     | Rok  | Miejscowość | Konkurencja | Zwycięzca         |
| ------- | --------- | ---- | ----------- | ----------- | ----------------- |
| 3.      | 23 lutego | 2010 | Vancouver   | Skicross    | Ashleigh McIvor   |
| 27.     | 21 lutego | 2014 | Soczi       | Skicross    | Marielle Thompson |

### Mistrzostwa świata
| Miejsce | Dzień   | Rok  | Miejscowość          | Konkurencja | Zwycięzca       |
| ------- | ------- | ---- | -------------------- | ----------- | --------------- |
| 6.      | 6 marca | 2007 | Madonna di Campiglio | Skicross    | Ophélie David   |
| 11.     | 2 marca | 2009 | Inawashiro           | Skicross    | Ashleigh McIvor |

### Puchar Świata

#### Miejsca w klasyfikacji generalnej
- sezon 2006/2007: 47.
- sezon 2008/2009: 22.
- sezon 2009/2010: 54.
- sezon 2010/2011: 56.
- sezon 2012/2013: 74.
- sezon 2013/2014: 134.

#### Miejsca na podium
1. St. Johann in Tirol – 5 stycznia – 2009 (Skicross) – 1. miejsce
2. Grindelwald – 12 marca – 2009 (Skicross) – 2. miejsce